# Gran Premi de França del 1952
Resultats del Gran Premi de França de Fórmula 1 de la temporada 1952, disputat al circuit de Rouen-Les-Essarts el 6 de juliol del 1952.

## Resultats
| Pos   | No | Pilot                 | Equip            | Voltes | Temps/ Retirada | Pos. de sortida | Punts |
| ----- | -- | --------------------- | ---------------- | ------ | --------------- | --------------- | ----- |
| 1     | 8  | Alberto Ascari        | Ferrari          | 77     | 3h 00' 00       | 1               | 9     |
| 2     | 10 | Nino Farina           | Ferrari          | 76     | + 1 Volta       | 2               | 6     |
| 3     | 12 | Piero Taruffi         | Ferrari          | 75     | + 2 Voltes      | 3               | 4     |
| 4     | 2  | Robert Manzon         | Gordini          | 74     | + 3 Voltes      | 5               | 3     |
| 5     | 44 | Maurice Trintignant   | Simca - Gordini  | 72     | + 5 Voltes      | 6               | 2     |
| 6     | 22 | Peter Collins         | HWM - Alta       | 70     | + 7 Voltes      | 8               |       |
| 7     | 4  | Jean Behra            | Gordini          | 70     | + 7 Voltes      | 4               |       |
| 8     | 28 | Philippe Etancelin    | Maserati         | 70     | + 7 Voltes      | 18              |       |
| 9     | 20 | Lance Macklin         | HWM - Alta       | 70     | + 7 Voltes      | 14              |       |
| 10    | 24 | Yves Giraud Cabantous | HWM - Alta       | 68     | + 9 Voltes      | 10              |       |
| 11    | 34 | Rudi Fischer          | Ferrari          | 66     | + 11 Voltes     | 17              |       |
| Comp. | 34 | Peter Hirt            | Ferrari          |        |                 |                 |       |
| 12    | 38 | Franco Comotti        | Ferrari          | 63     | + 14 Voltes     | 16              |       |
| Ret   | 6  | Prince Bira           | Gordini          | 56     | Eixos           | 7               |       |
| Ret   | 42 | Mike Hawthorn         | Cooper - Bristol | 51     | Encesa          | 15              |       |
| Ret   | 16 | Toulo de Graffenried  | Maserati         | 34     | Frens           | 12              |       |
| Comp. | 16 | Harry Schell          | Maserati         |        |                 |                 |       |
| Ret   | 26 | Peter Whitehead       | Alta             | 17     | Embragatge      | 13              |       |
| Ret   | 14 | Louis Rosier          | Ferrari          | 17     | Motor           | 9               |       |
| Ret   | 32 | Johnny Claes          | Simca - Gordini  | 15     | Motor           | 20              |       |
| Ret   | 18 | Harry Schell          | Maserati         | 7      | Caixa canvi     | 11              |       |
| Ret   | 40 | Piero Carini          | Ferrari          | 2      | Motor           | 19              |       |

## Altres
- Pole: Alberto Ascari 2' 14. 8

- Volta ràpida: Alberto Ascari 2' 17. 3 (a la volta 28)